# Gornja Nugla
 Gornja Nugla   (1890-ig Nugla, olaszul: Nugla di Sopra) falu Horvátországban, Isztria megyében. Közigazgatásilag Buzethez tartozik.

## Fekvése
Az Isztriai-félsziget északi részének közepén, Pazintól 26 km-re északkeletre, községközpontjától 6 km-re keletre a Ćićarija-hegység 662 méteres Oštri vrh csúcsa alatt fekszik. A település egymástól 200 méterre levő két részből, Gornja Nuglából és Donja Nuglából áll, melyeket a vasúti pálya választ el egymástól.

## Története
A régészeti leletek tanúsága szerint területe már a történelem előtti időkben is lakott volt. Az ókorban közelében volt az illír Histra erődített települése. Írott forrás 1202-ben említi először, története során több hűbérura is volt. A 13. században az aquileai pátriárka uralma alá tartozott, majd 1440 után a velencei uralom idején a pietrapelosai uradalom része volt. 
A falunak 1857-ben 159, 1910-ben 229 lakosa volt. Lakói mezőgazdasággal, ezen belül főleg zöldség és gyümölcs termesztéssel, valamint állattenyésztéssel foglalkoztak. 2011-ben 76 lakosa volt.

## Lakosság
| Lakosság változása | Lakosság változása | Lakosság változása | Lakosság változása | Lakosság változása | Lakosság változása | Lakosság változása | Lakosság változása | Lakosság változása | Lakosság változása | Lakosság változása | Lakosság változása | Lakosság változása | Lakosság változása | Lakosság változása | Lakosság változása |
| ------------------ | ------------------ | ------------------ | ------------------ | ------------------ | ------------------ | ------------------ | ------------------ | ------------------ | ------------------ | ------------------ | ------------------ | ------------------ | ------------------ | ------------------ | ------------------ |
| 1857               | 1869               | 1880               | 1890               | 1900               | 1910               | 1921               | 1931               | 1948               | 1953               | 1961               | 1971               | 1981               | 1991               | 2001               | 2011               |
| 159                | 172                | 195                | 220                | 237                | 229                | 0                  | 0                  | 218                | 192                | 150                | 119                | 115                | 83                 | 79                 | 76                 |

## Nevezetességei
- Szent Ilona tiszteletére szentelt temploma a gornja nuglai temetőben áll. Egyszerű, négyszög alaprajzú épület bejárata előtt nyitott előcsarnokkal, homlokzata felett alacsony nyitott harangtoronnyal. Először 1405ben említik, amikor 45 velencei aranydukátért egy értékes kézzel írott kódexet (Novak gróf misekönyvét) szereztek meg a templom számára. Később ez szolgált mintájául az 1483-ban nyomtatott, ma Bécsben őrzött első glagolita betűs misekönyvnek. A templomot 1614-ben megújították .
- Donja Nugla Szent Péter tiszteletére szentelt templomát 1580-ban említik először, 1892-ben teljesen megújították.